# Ибн аш-Шатир

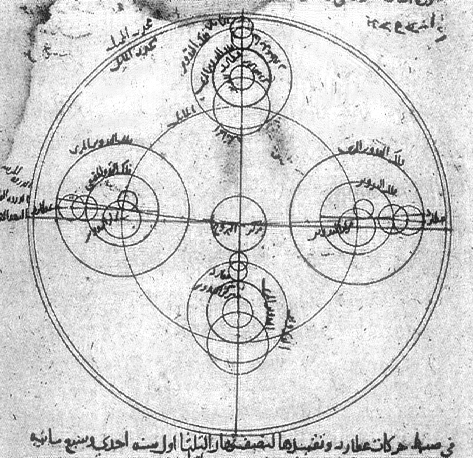
Модель движения Меркурия, предложенная Ибн аш-Шатиром.

Ала ад-Дин Абу-л-Хасан ибн Ибрахим ибн Мухаммад ал-Мутим ал-Ансари ал-Фалаки ад-Димашки, известный как Ибн аш-Шатир (араб. ابن الشاطرr‎, 1306—1375) — хранитель времени в Омейядской мечети в Дамаске, арабский астроном эпохи Золотого века ислама.
В книге «Предел желания в исправлении элементов» Ибн аш-Шатир излагает новую теорию движения Солнца, Луны и планет, основанную на соединении эпициклов.
Ибн аш-Шатиру принадлежит ряд трактатов об устройстве и применении астролябии и совершенного синус-квадранта, «Трактат об определении дат», «Книга о знаках Зодиака и восхождениях».